# نورمان بيلي (اقتصادي)
نورمان بيلي (بالإنجليزية: Norman Bailey)‏ هو اقتصادي أمريكي، ولد في 22 مايو 1931.